# ریموند کوک
ریموند کوک (انگلیسی: Raymond Kwok) (زاده ۱۹۴۹) کارآفرین، سرمایه‌دار و مدیر ارشد اجرایی هنگ کنگی است، که در حال حاضر به‌عنوان رییس هیئت مدیره شرکت سان هانگ کای پراپرتیز فعالیت می‌نماید.
در ماه مارس سال ۲۰۱۵، مجله فوربز دارایی وی را ۱۵٫۹ میلیارد دلار اعلام نمود و در فهرست ثروتمندترین افراد جهان، ریموند کوک را در رتبه ۵۴ قرار داده است.